# مداخله نظامی در لیبی (۲۰۱۱)
مداخله نظامی در لیبی در ۱۹ مارس ۲۰۱۱ پس از قطعنامه ۱۹۷۳ شورای امنیت توسط ائتلافی از چند کشور در پاسخ به جنگ داخلی لیبی آغاز گردید. در ۱۹ مارس عملیات نظامی با شلیک بیش از ۱۱۰ موشک کروز توسط آمریکا و بریتانیا آغاز شد. نیروی هوایی فرانسه و نیروی هوایی پادشاهی بریتانیا وظیفه پرواز بر تمام نقاط لیبی را داشتند. نیروی دریایی پادشاهی بریتانیا نیز محاصره دریایی را شروع نمود. حمله هوایی علیه تانک‌های ارتش لیبی اولین بار توسط نیروی هوایی فرانسه انجام شد.
پس از ائتلاف اولیه توسط کشورهای بلژیک، کانادا، دانمارک، فرانسه، ایتالیا، نروژ، قطر، اسپانیا، بریتانیا و آمریکا مجموع کشورهای این ائتلاف به نوزده کشور رسید که در موارد جدیدتر کمک به اجرای منطقه پروازممنوع، انجام محاصره دریایی و ارائه تسلیحات لجستیکی بود.
این مداخله تا اواخر اکتبر و تا مرگ معمر قذافی ادامه داشت و سپس ناتو در ۳۱ اکتبر ۲۰۱۱ به این عملیات پایان داد.

## نگارخانه

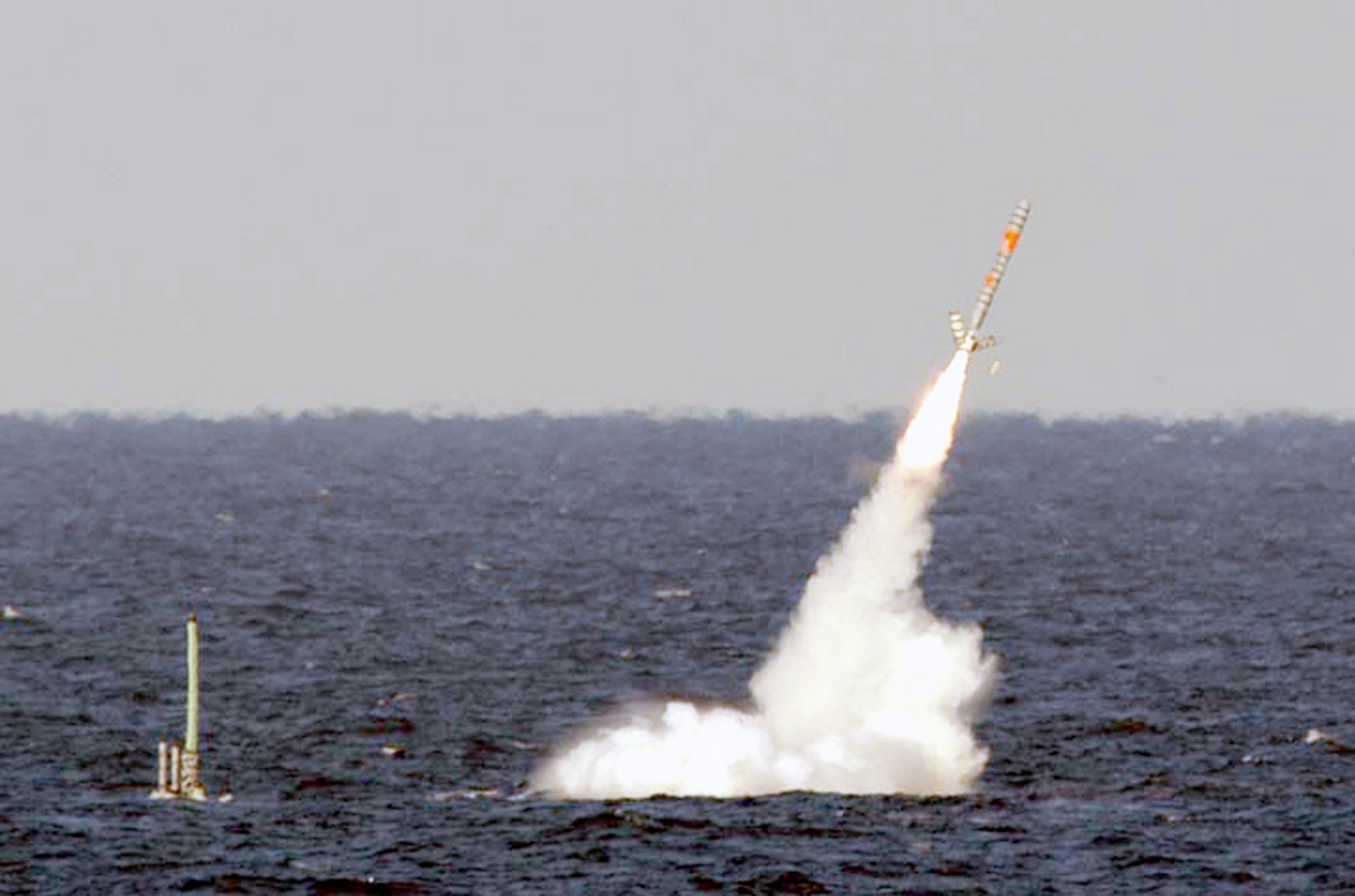
یواس‌اس فلوریدا یک موشک کروز تاماهاک را پرتاب کرد
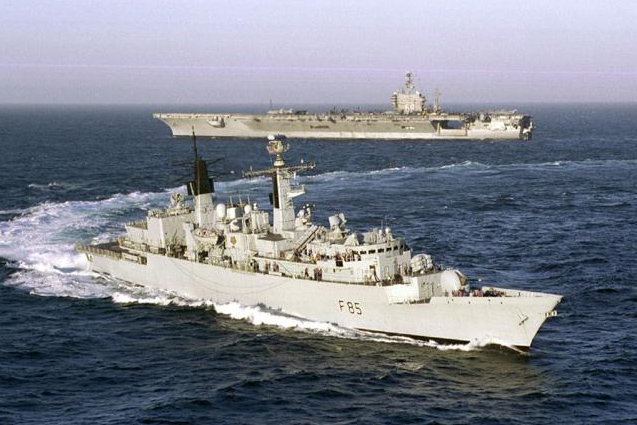
محاصره دریایی توسط ناوچه بریتانیایی اچ‌ام‌اس کامبرلند (تصویر اینجا با یواس‌اس دوایت دی. آیزنهاور در نما)
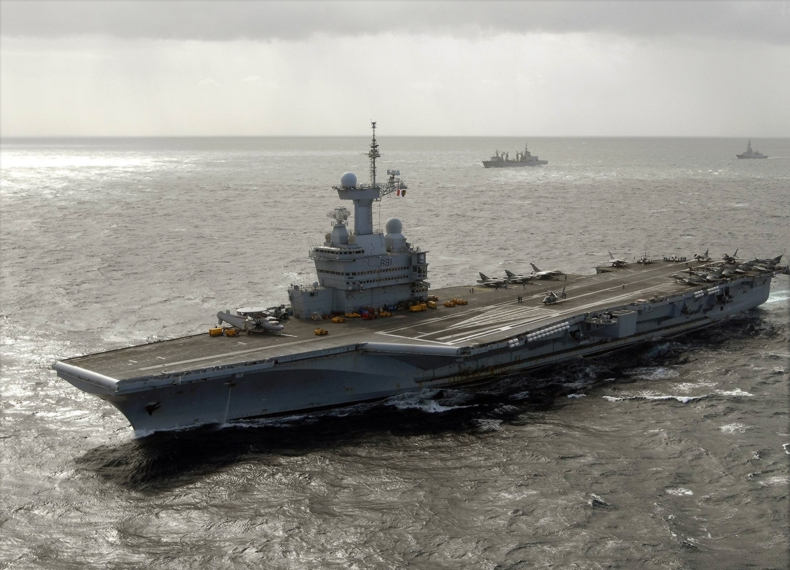
ناو هواپیمابر فرانسوی شارل دوگل
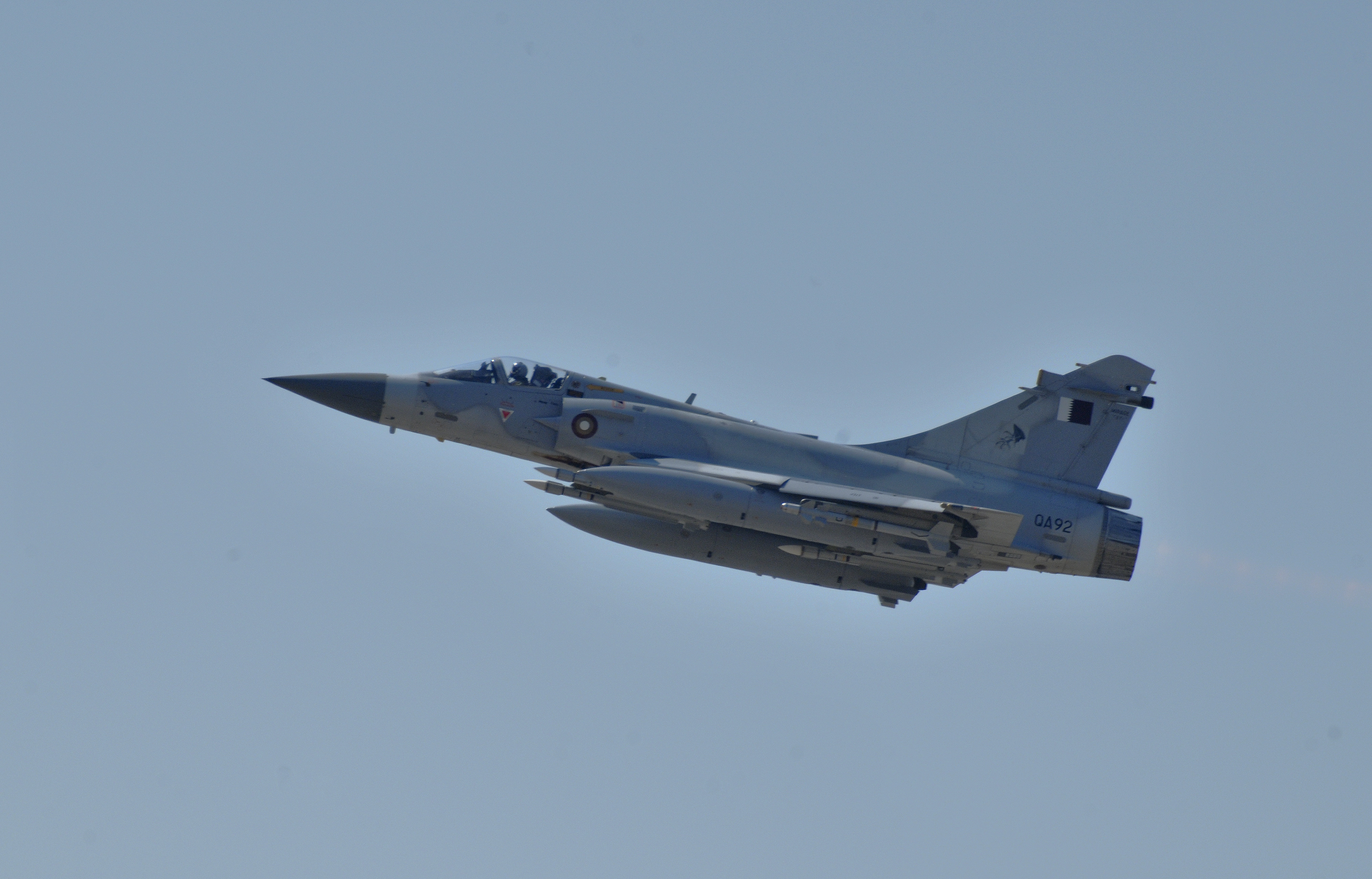
جت جنگنده داسو میراژ ۲۰۰۰ قطر
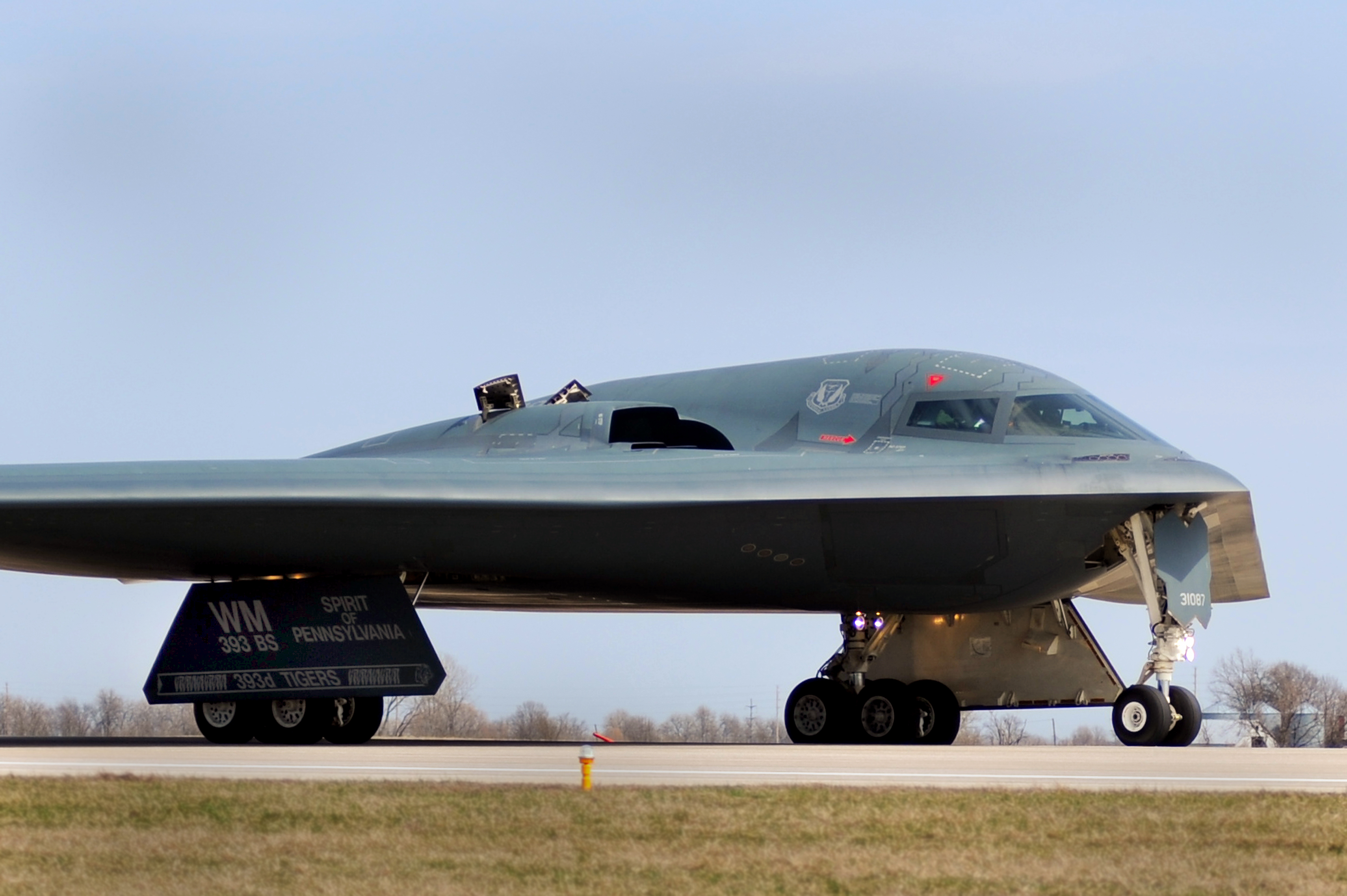
بمب افکن رادارگریز آمریکایی، بی-۲ اسپیریت
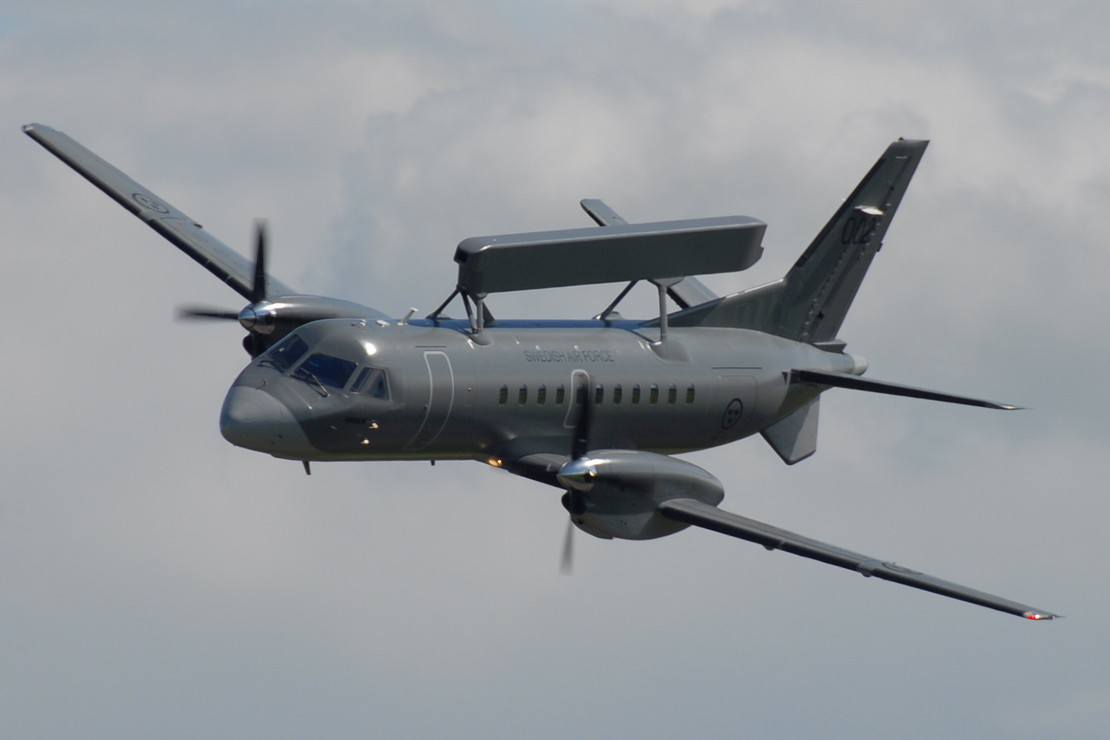
هشدار اولیه ساب اس ۱۰۰بی آرگوس سوئدی هوابرد
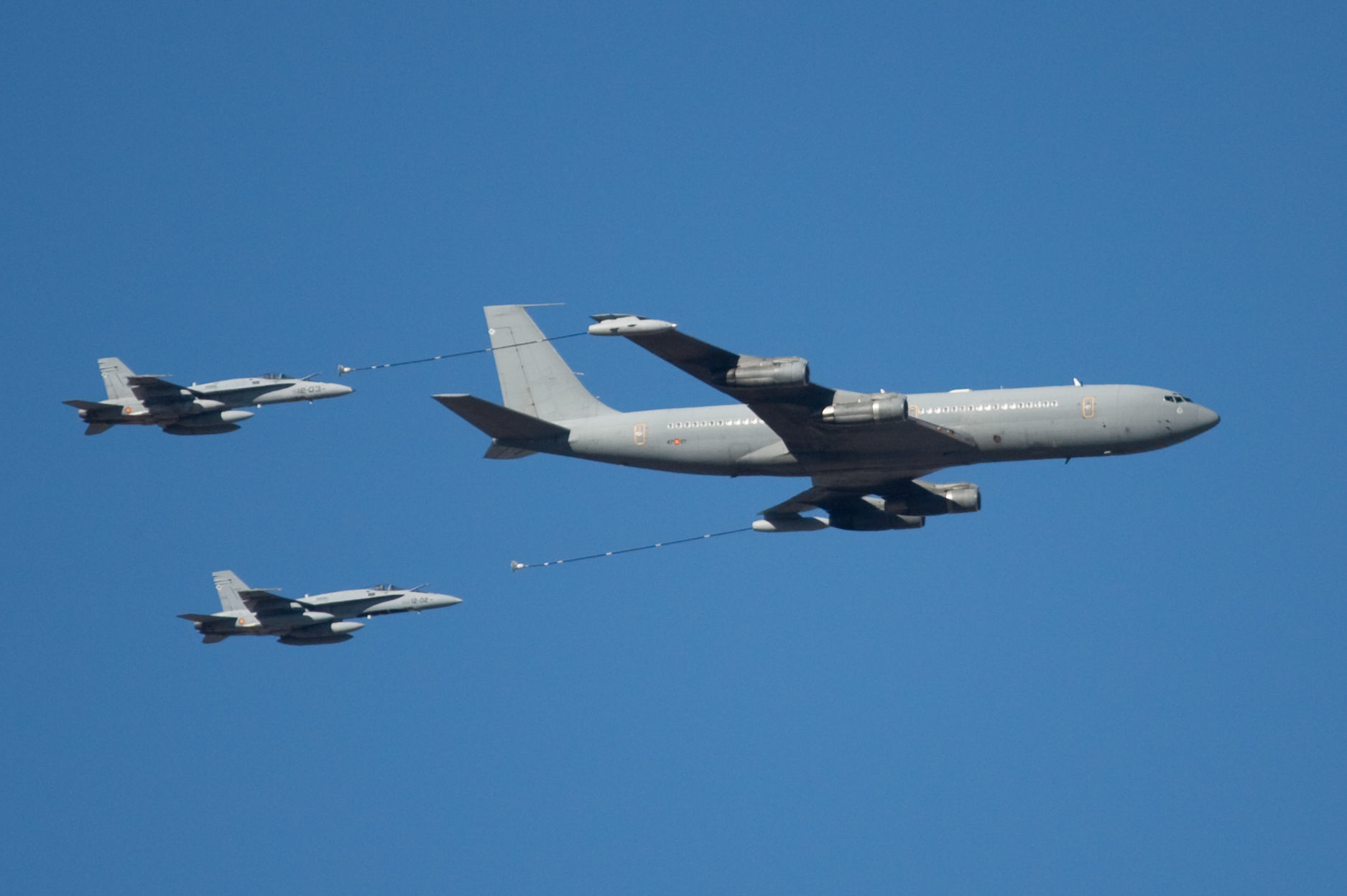
کی‌سی-۱۳۵ اسپانیایی دو فروند اف-۱۸ را سوخت‌گیری می‌کند
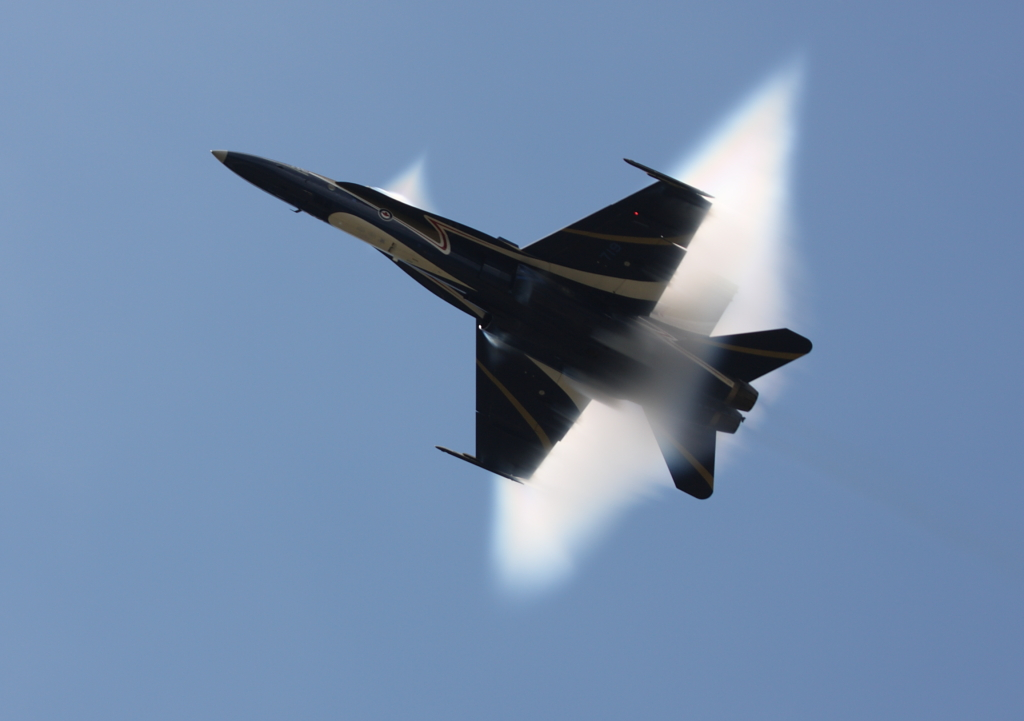
سی‌اف-۱۸ هورنت نیروی هوایی سلطنتی کانادا
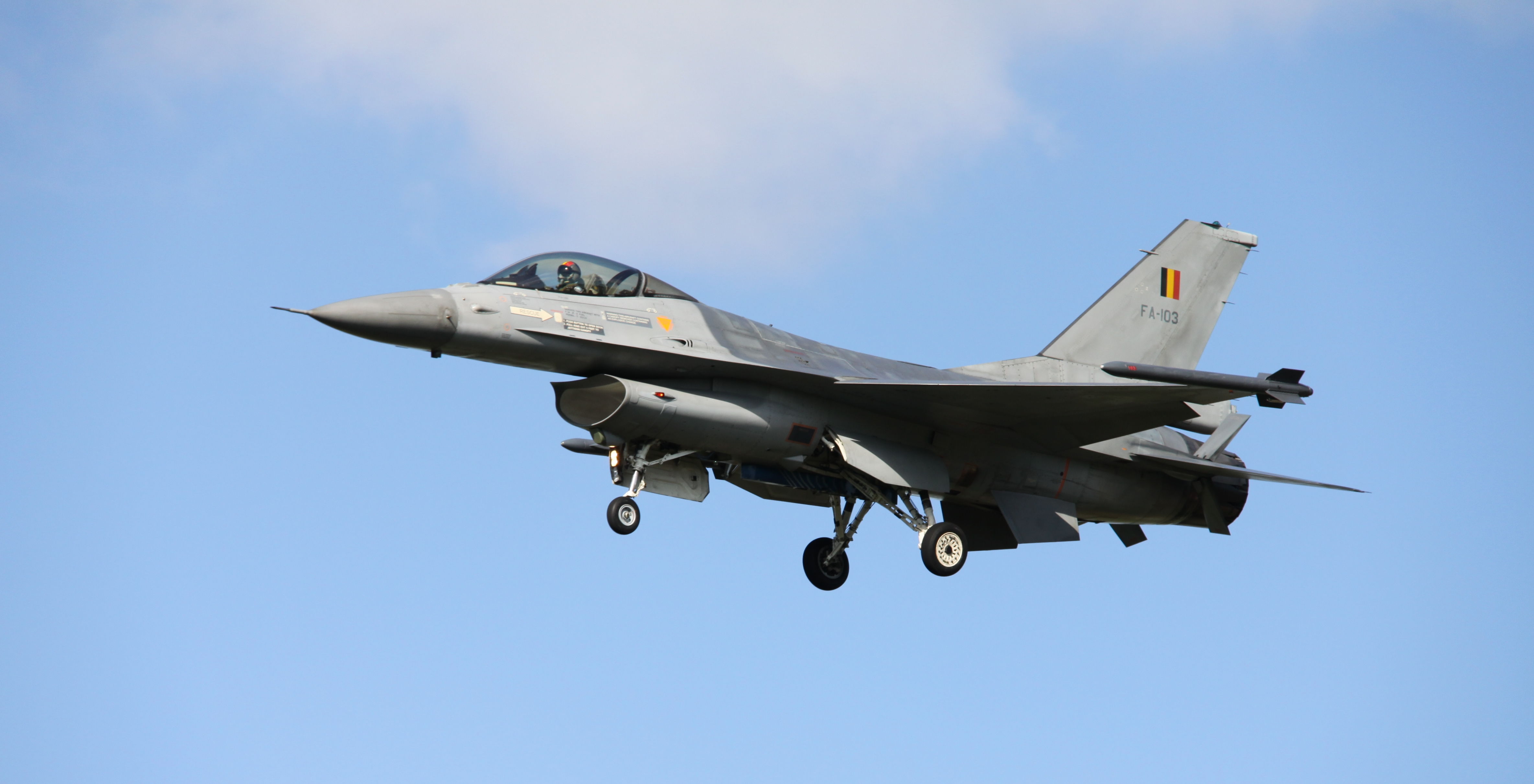
یک اف-۱۶ فایتینگ فالکن متعلق به نیروی هوایی بلژیک
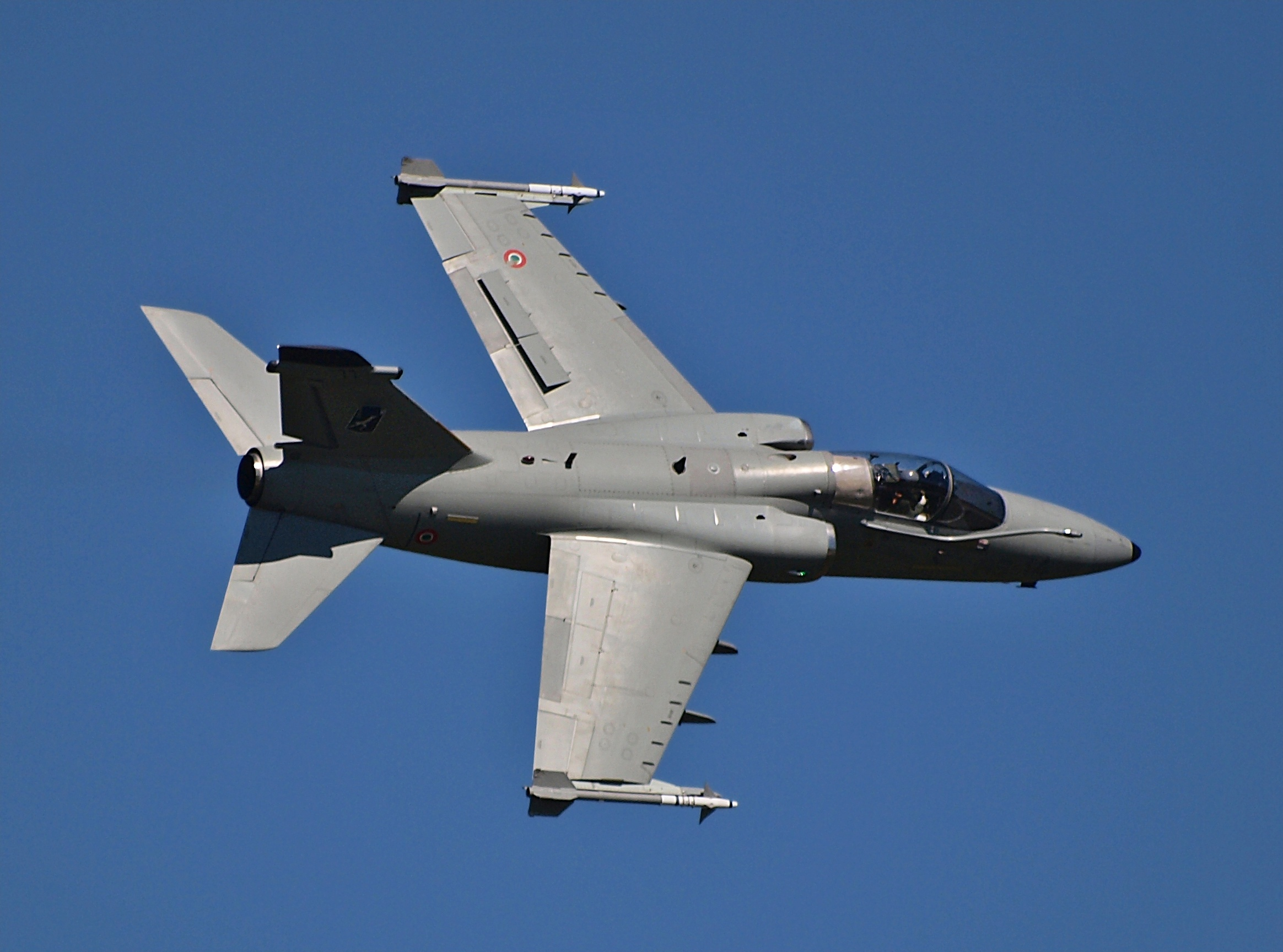
یک فروند جنگنده-بمب افکن ای‌ام‌ایکس متعلق به نیروی هوایی ایتالیا